# سازمان ترابری خودگردان پاریس
سازمان ترابری خودگردان پاریس (به فرانسوی: La Régie autonome des transports parisiens)، یا به‌طور خلاصه RATP، نام یک سازمان دولتی در فرانسه است، که مسئولیت ترابری شهروندان پاریس و حومه را به عهده دارد. این سازمان مسئول تمامی خطوط مترو پاریس، ۳ خط از تراموای پاریس، ۲ خط از شبکه تندرو منطقه‌ای، بخشی از خطوط اتوبوس‌های واحد، و شبکه تندرو قطارهای رژیون ایل دو فرانس است.

## استراتژی گروه
- شرکت کردن در پروژه گران پاریس اکسپرس
- پیشرفت در فرانسه و دیگر نقاط جهان
- مدرنیزه کردن RATP
- دست یابی تمام مشتریان به بهترین کیفیت در خدمات
- نمونه بودن در زمینه استفاده از انرژی‌های پاینده[۲]